# إدوارد دود
إدوارد دود هو سياسي أمريكي، ولد في 25 أغسطس 1805 في Salem, New York ‏ في الولايات المتحدة، وتوفي في 1 مارس 1891 في Argyle, New York ‏ في الولايات المتحدة. نشط حزبياً في الحزب الجمهوري. وقد انتخب عضو مجلس النواب الأمريكي.